# 三原色 (YOASOBI歌曲)
〈三原色〉（日语： sangenshoku ?）是日本雙人音樂組合YOASOBI的第10首數位發行單曲，於2021年7月2日發行。此曲是NTT DOCOMO旗下廉价手机套餐ahamo的廣告配樂，以小御門優一郎所著的小說《RGB》為原型創作。

## 製作與背景
〈三原色〉由Ayase創作，ikura演唱。是首時長3分44秒，每分鐘128拍的降A大調日本流行音樂 。Ayase指此曲是在描繪人與人之間的連結。 
2021年2月24日，NTT DOCOMO旗下廉价手机套餐ahamo發佈了由森七菜和神尾楓珠主演的新廣告，並使用了此曲作為背景音樂。此曲是以網路創作團體No Meets劇團編劇小御門優一郎所著的小說《RGB》為原型創作 。小說於同年3月19日出版，而Ahamo在同日於聯動網站「Ahamo×YOASOBI」上刊登了一篇關於〈三原色〉特色和創作背景的特別訪問。2021年3月30日，YOASOBI在YouTube發佈了〈三原色〉為了配合Ahamo廣告短片而剪輯過的不完整版本，並在2021年7月1日發佈了完整版本。截自2021年7月2日，剪輯版本的點擊數已超過一千六百萬，而完整版本則有超過二十五萬的點擊數。 
2021年6月14日，YOASOBI宣佈與Uniqlo聯動，推出以各首歌曲的封面藝術為圖案的裇衫，其中包括了當時尚未正式推出的〈三原色〉 。6月25日，YOASOBI宣佈此曲將會在7月2日登上各大數位音樂下載和串流媒體平台，並會於同日一併發佈〈向夜晚奔去〉的英文版本〈Into the Night〉和迷你專輯《THE BOOK》特別收錄的單曲〈安可〉。
2021年7月16日，此曲的英文版本〈RGB〉於Ayase的YouTube頻道上發布，是繼〈向夜晚奔去〉後第二首改編成英文的作品。

## 歌詞內容概述
歌詞講述紅、藍、綠三個青梅竹馬小學時形影不離，但因為一個小誤會而漸漸疏遠，後來更因為升學和工作的關係而各散東西，最終在長大成人後重聚，刻劃出三人親近、疏遠、離別再到重聚的情感變化。 

## 商業成績
《三原色》在發佈後的三日內便被下載了56,910次，並在7月12日獲得了Oricon公信榜單曲合算週榜第5位以及單曲下載週榜第1位，是第六首登上下載週榜榜首的歌曲。此曲亦登上了《日本公告牌》百強單曲榜第4名。

## 音乐錄影帶
2021年3月30日，YOASOBI在YouTube發佈了〈三原色〉剪輯版本，該版本收錄了以真實背景配合虛擬人物的動畫短片，由松本窓監督、むつき潤作畫。 
2021年7月3日，即歌曲正式發行翌日，YOASOBI在YouTube發佈由動畫製作公司CloverWorks製作的音乐视频。

## 現場演唱
2021年7月4日，YOASOBI在線上演唱會《SING YOUR WORLD》演唱此曲，此曲也成為該演唱會的開場曲。

## 收錄歌曲
| 數位下載 | 數位下載 | 數位下載 | 數位下載 | 數位下載 |
| 曲序     | 曲目     | 词曲     | 编曲     | 时长     |
| -------- | -------- | -------- | -------- | -------- |
| 1.       |          | Ayase    | Ayase    | 3:44     |
| 总时长： | 总时长： | 总时长： | 总时长： | 3:44     |

| 數位下載 | 數位下載              | 數位下載    | 數位下載 | 數位下載 |
| 曲序     | 曲目                  |             | 编曲     | 时长     |
| -------- | --------------------- | ----------- | -------- | -------- |
| 1.       | RGB (English Version) | Konnie Aoki | Ayase    | 3:42     |
| 总时长： | 总时长：              | 总时长：    | 总时长： | 3:42     |